# إرنست واغنر
إرنست واغنر (بالألمانية: Ernst Wagner)‏ (و. 1876 – 1928 م) هو فيزيائي من ألمانيا . ولد في هيلدبورغهاوزن .
توفي عن عمر يناهز 52 عاماً.

## التعليم
تعلم في جامعة فورتسبورغ

## مناصب وهيئات
أدار جامعة لودفيغ ماكسيميليان في ميونخ.